# Frònime
Frònime (en grec antic Φρονίμη) va ser la mare de Batos, el fundador de la colònia de Cirene i el seu primer rei. Era filla del rei Etearc que regnava a la ciutat d'Axos, a Creta.
Etearc va quedar vidu i s'havia tornat a casar, i la madrastra de Frònime, per calumniar-la, la va denunciar al seu pare acusant-la de moltes coses, i en particular dient que era una disbauxada. El rei va creure la seva dona. Va cridar un comerciant de Tera anomenat Temisó, i li va fer jurar que faria allò que li demanaria. Temisó ho va jurar i el rei li va demanar que s'endugués la seva filla Frònime i que quan fos a alta mar la llancés per la borda. Temisó, obligat pel seu jurament, va endur-se Frònime, però no la volia matar. Va submergir-la al mar lligada amb una corda i la va treure immediatament. Després la va desembarcar a Thera i la va donar en matrimoni a un noble de l'illa anomenat Polimest, amb qui va tenir un fill, Batos.